# Antonia-Alexa Georgiew

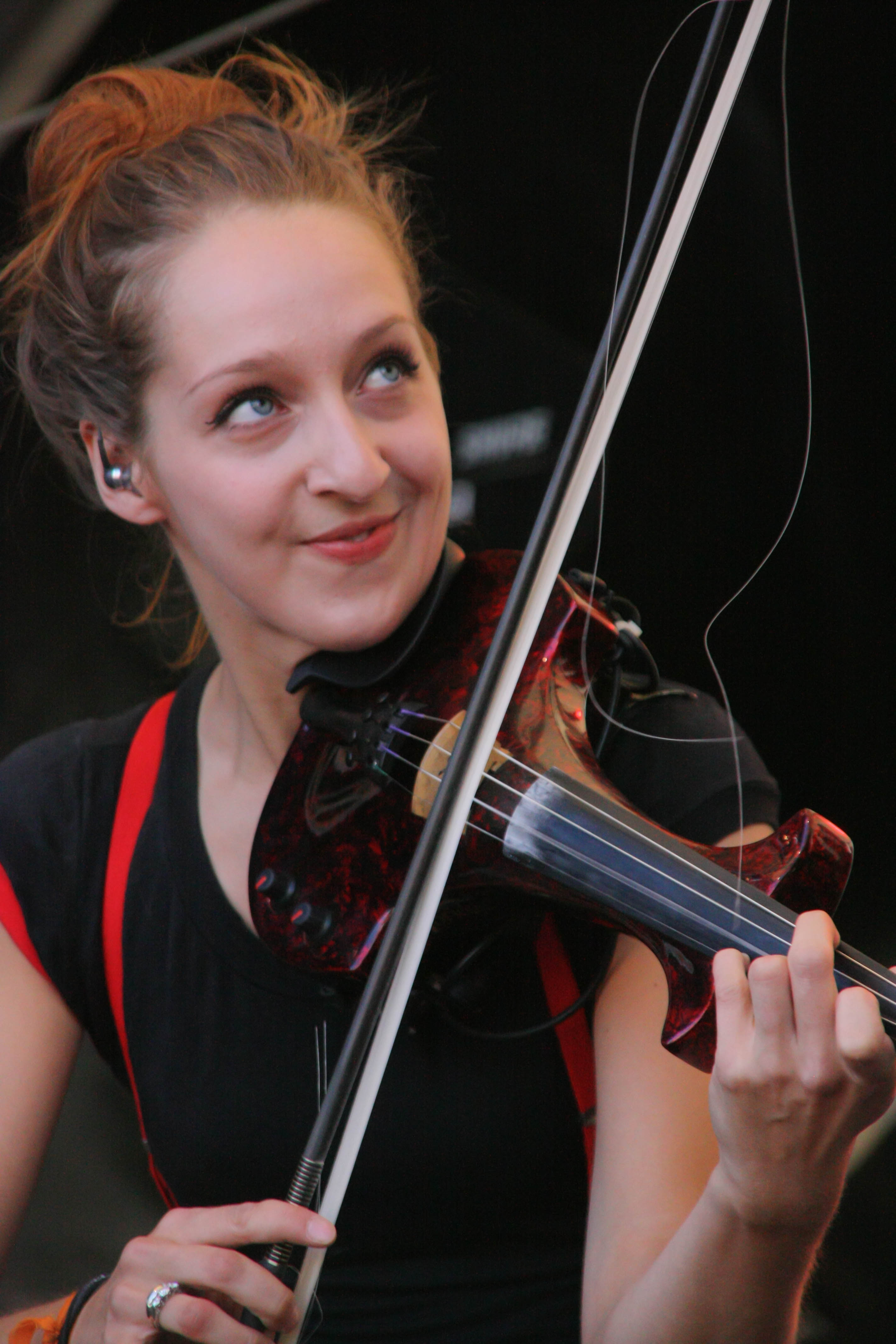
Antonia-Alexa Georgiew, 2011 mit der Band Russkaja beim Sonnenrot Festival in Eching

Antonia-Alexa Georgiew (* 20. Juni 1985 in Hamburg) ist eine deutsche Violinistin.

## Leben
Georgiew erhielt mit sechs Jahren ihren ersten Geigenunterricht. Bereits im Alter von 8 Jahren wurde sie von Zakhar Bron unterrichtet; wenig später studierte sie als Jungstudentin in dessen Meisterklasse an der Musikhochschule Lübeck. Ab Oktober 1998 setzte sie ihre musikalischen Studien, u. a. bei Dora Schwarzberg, an der Universität für Musik und darstellende Kunst in Wien fort. Von 2001 bis 2003 hatte sie ein Stipendium der Deutschen Stiftung Musikleben. Weitere Stipendien erhielt sie von der Jürgen-Ponto-Stiftung und dem Herbert von Karajan Centrum Wien.
Beim Wettbewerb Jugend musiziert gewann sie 1996 einen 1. Preis auf Landesebene und 1998 einen 1. Preis auf Bundesebene in der Wertung „Violine solo“. Am 16. Dezember 2000 wurde Antonia-Alexa Georgiew in Basel mit dem Europäischen Förderpreis für junge Künstler ausgezeichnet.
Ihr Debüt als Solo-Geigerin gab sie im Alter von 14 Jahren mit den Berliner Symphonikern im Großen Saal der Berliner Philharmonie. Als Violin-Solistin gastierte sie mit zahlreichen Orchestern im In- und Ausland. Bei prominent besetzten Benefiz-Veranstaltungen trat sie als Solistin, darunter gemeinsam mit Christian Tetzlaff auf. Sie konzertierte u. a. mit Konzerte mit der Staatskapelle Weimar und der Philharmonie Plovdiv. Weiterhin spielte sie in dem Ensemble Cantus Trio Wien.
Sie arbeitete als Studiogeigerin u. a. mit Wolfgang Ambros, Francis International Airport, Drew Sarich, Pizzera & Jaus, Seiler & Speer, und The Beth Edges zusammen. Live spielte sie u. a. mit Owen Pallett, Mono & Nikitaman, Wanda und Blixa Bargeld. Außerdem wirkte sie an zwei Kurzfilmprojekten des Künstlerduos Markus Muntean/Adi Rosenblum mit. 
Bis 2012 spielte sie in der Band Russkaja, die durch die Album-Veröffentlichung Kasatchok Superstar in Österreich bekannt wurde. Gemeinsam mit Russkaja ging sie im Mai 2008 auf Europa-Tournee. Sie trat gemeinsam mit Russkaja wöchentlich im ORF in der Late Night-Talk-Show „Willkommen Österreich“ auf. In diesem Rahmen arbeitete sie u. a. mit Helge Schneider, Mia und Udo Jürgens zusammen.
Seit 2013 spielt Antonia-Alexa Georgiew bei den Salzburger Festspielen die erste Geige des Ensemble013 bei den „Jedermann“-Aufführungen. 2015 wurde sie für die Produktion von Kurt Weills Erfolgsstück Die Dreigroschenoper als Konzertmeisterin engagiert.
Georgiew lebt in Wien.